# Cheylard-l’Évêque
Cheylard-l’Évêque (okcitán nyelven Lo Chailair de l’Avesque) község Franciaországban, Lozère megye keleti részén. 2011-ben 62 lakosa volt.

## Fekvés
Cheylard-l’Évêque a Margeride-hegység déli részén, a történelmi Gévaudan tartományban fekszik, mintegy 1130 m-es magasságban (közigazgatási területe 1055–1491 m magasan fekszik), a Langouyrou és a Mercoire patakok mentén. A falutól délre egészen a Moure de la Gardille gerincéig nyúlik el a hatalmas Mercoire-erdőség régi apátságával. A községterület 58%-át (1729 hektár) borítja erdő. Hozzátartoznak Sagne-Rousse és Laubarnès szórványtelepülések is.
Közigazgatásilag délről Saint-Frézal-d’Albuges és Chasseradès, keletről Luc, északról Saint-Flour-de-Mercoire és Rocles, nyugatról pedig Chaudeyrac községek határolják. A D71-es megyei út Saint-Flour-de-Mercoire (10 km) és Belvezet (12 km) községekkel köti össze.

## Történelem
Nevét az okcitán chaillou szóból (szikla) nyerte, utóneve (évêque = püspök) onnan származik, hogy  1321-ben VI. Guillaume, Mende püspöke megvásárolta Randon bárójától a falut.
A falu 1888-ban vált önálló községgé, korábban Chaudeyrac községhez tartozott. Az elnéptelenedő falu napjainkban az nyugalmat kereső városiak kedvelt pihenőhelye. 1999-ben a megye 3. legritkábban lakott községe volt (1,82 fő/km²).

### Demográfia
| Év   | Lakosság |
| ---- | -------- |
| 1891 | 342      |
| 1901 | 410      |
| 1911 | 389      |
| 1921 | 301      |
| 1936 | 266      |

| Év   | Lakosság |
| ---- | -------- |
| 1946 | 231      |
| 1954 | 211      |
| 1962 | 184      |
| 1968 | 151      |

| Év   | Lakosság |
| ---- | -------- |
| 1975 | 125      |
| 1982 | 114      |
| 1990 | 60       |
| 1999 | 54       |
| 2010 | 63       |

## Nevezetességek
- Templom
- Mercoire-apátság - a Mercoire-erdő mélyén levő ősi cisztercita apátság már 1207-ben fennállt. A hugenották 1578-ban felgyújtották. Az apátságot 1773-ban egy tűzvész pusztította, majd 1792-ben bezárták. 1875 környékén mint gazdaságot helyreállították, ma magántulajdonban van.
- Mercoire-erdőség - a megye egyik legnagyobb összefüggő erdeje, főleg fenyőfélék alkotják. 1764-ben a gévaudani fenevad itt szedte első áldozatait.
- Pascalou-menhir - Sagne-Rousse-tól északra, az N88-as főútra vezető mellékút mentén
- Notre-Dame-kápolna - a falu fölé magasodó sziklán, kilátóhely.
- Stevenson-ösvény (GR70) - a Margeride- és Cévennek-hegységen áthaladó turistaösvény Robert Louis Stevenson 1878-ban tett útját követi.

## Képtár

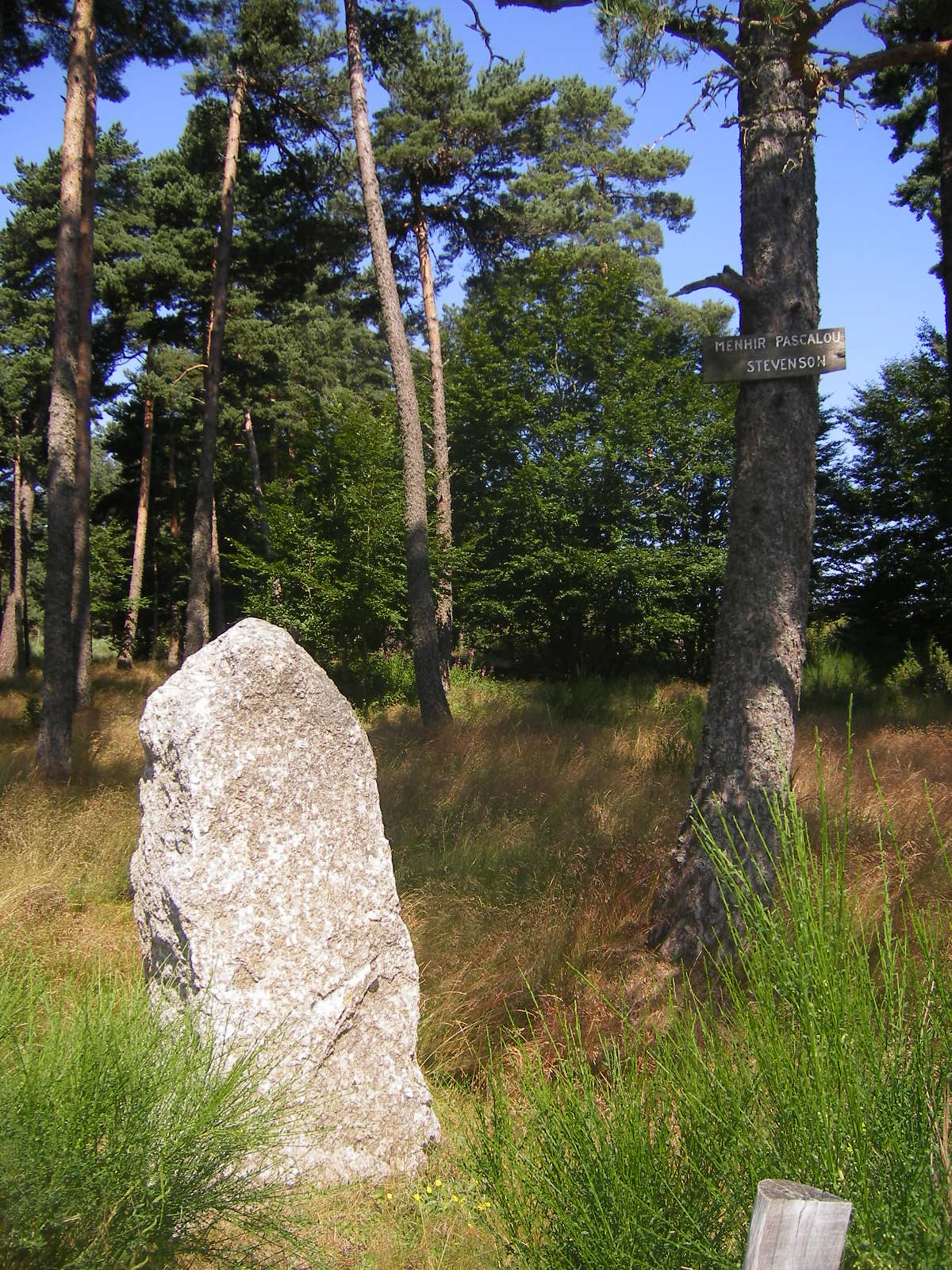
A Pascalou-menhir
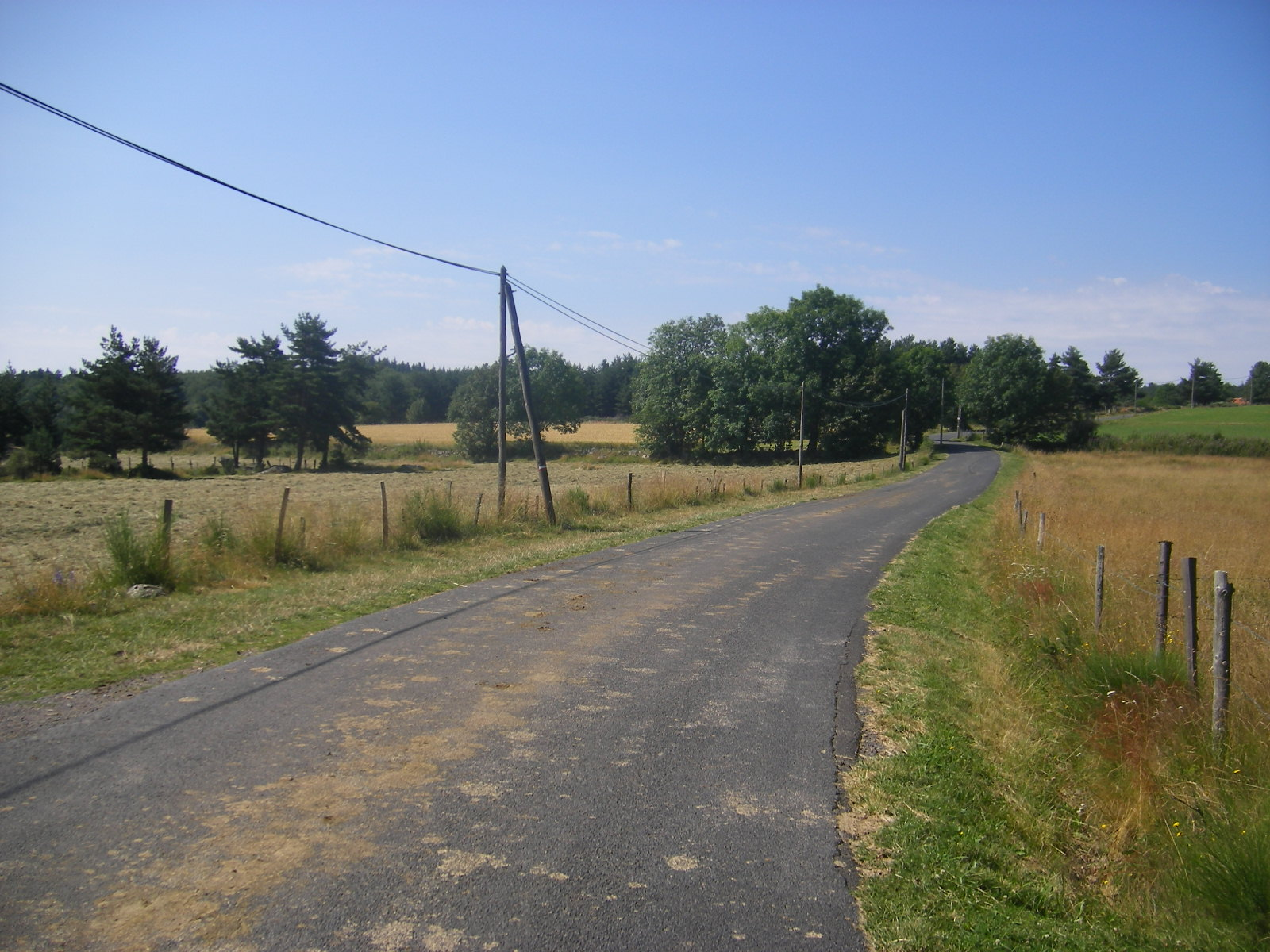
Az N88-as útra kivezető községi út
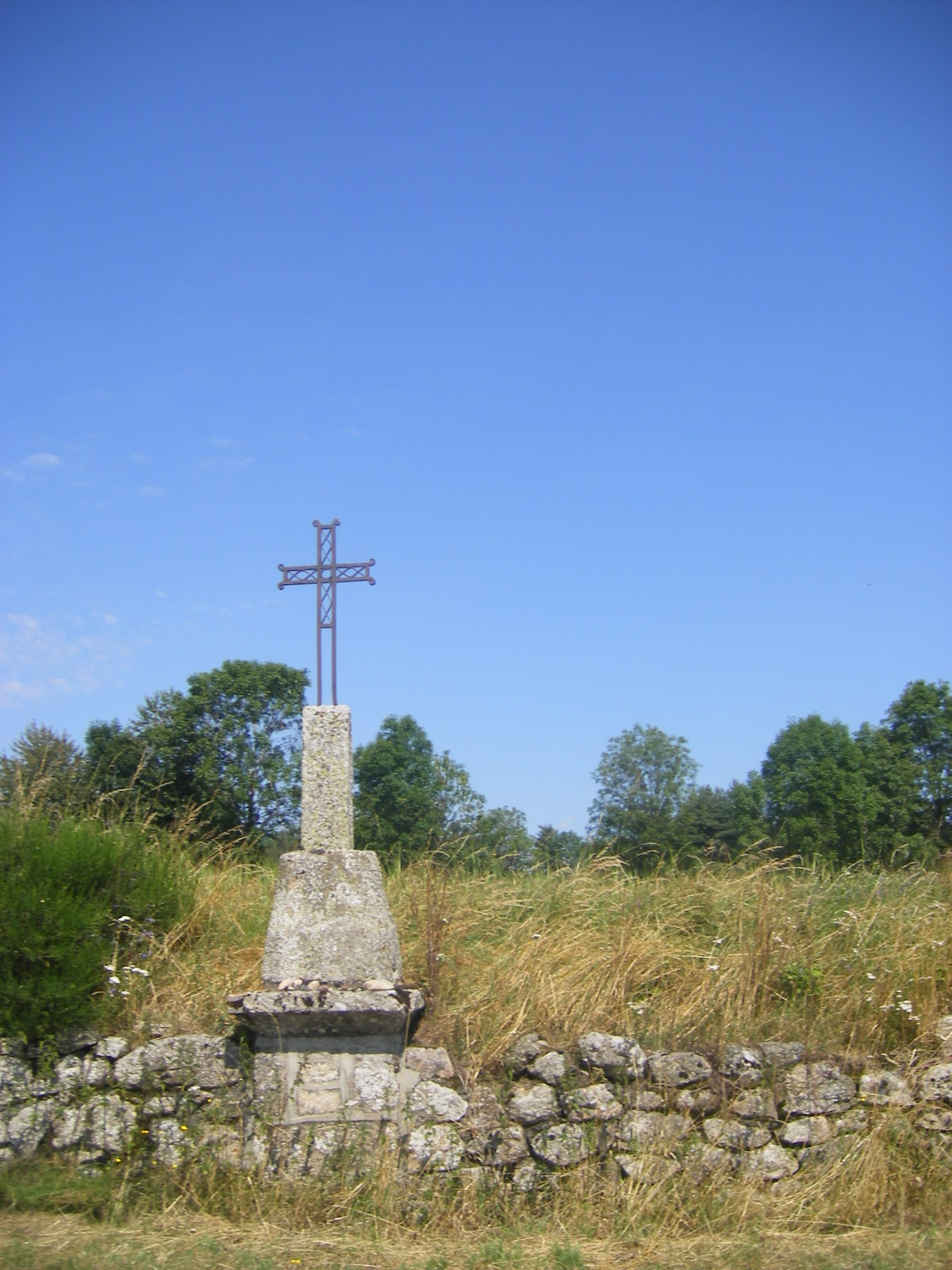
Sagne-Rousse - kőkereszt
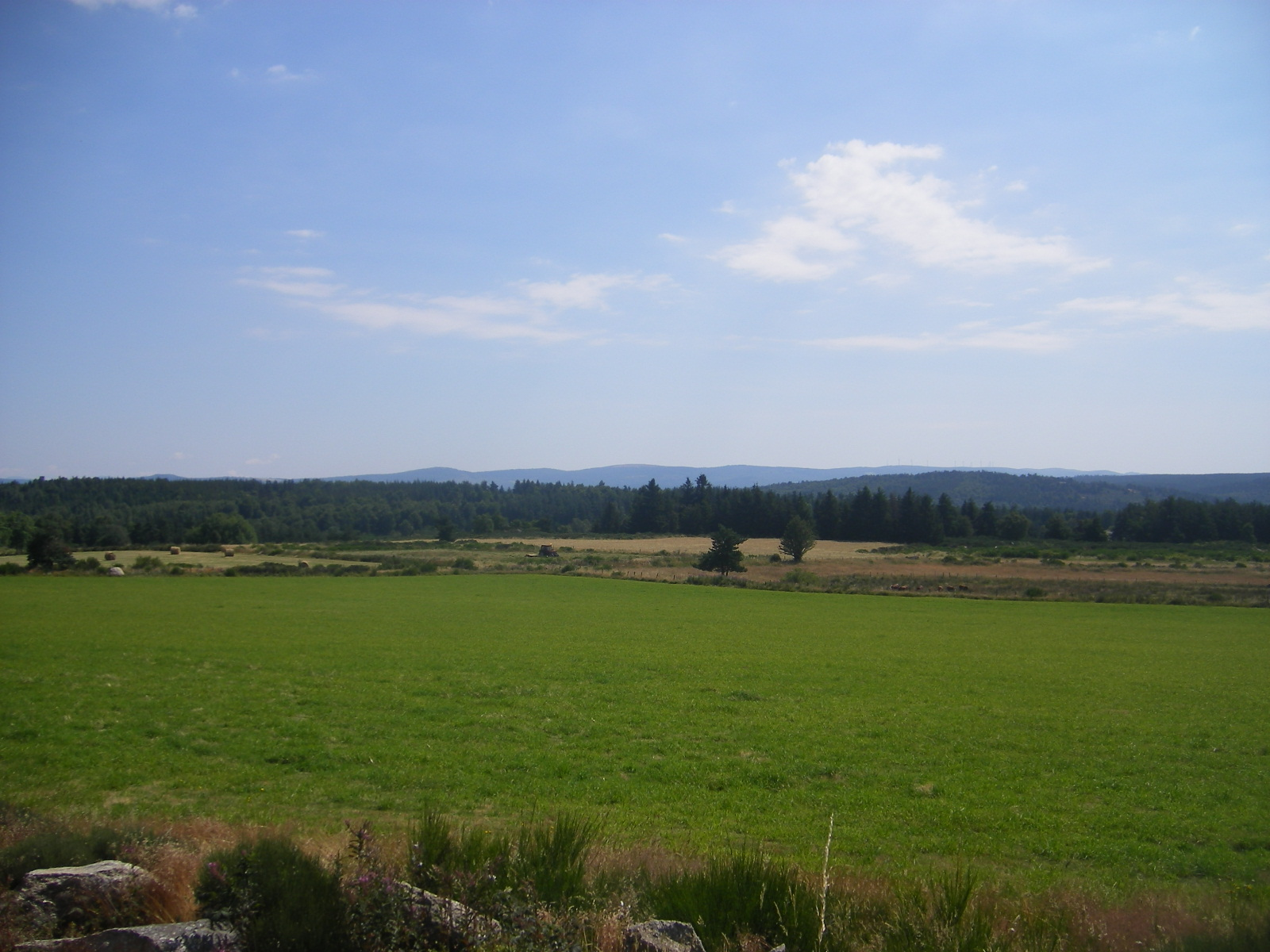
Sagne-Rousse és Laubarnès között
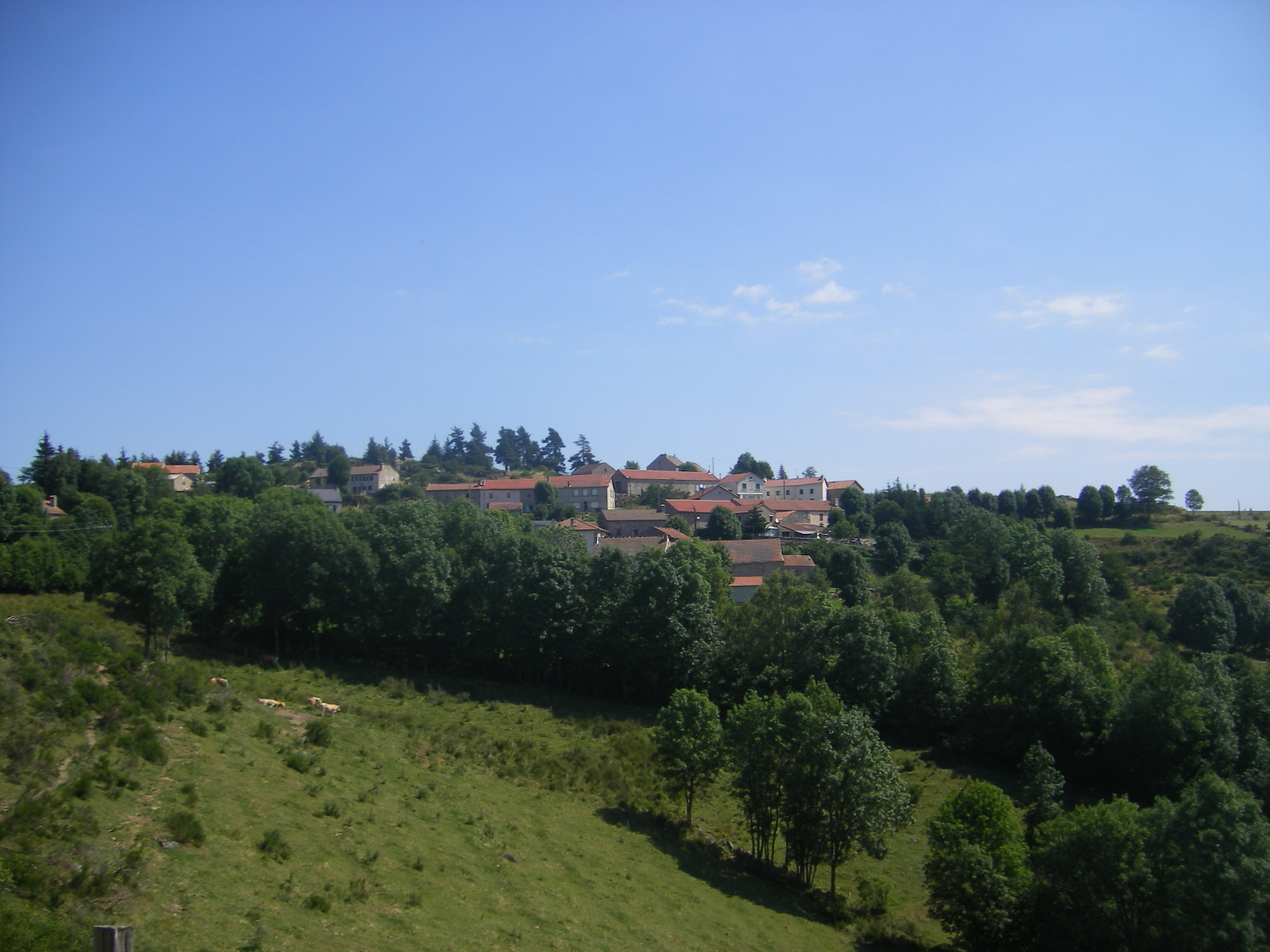
Laubarnès
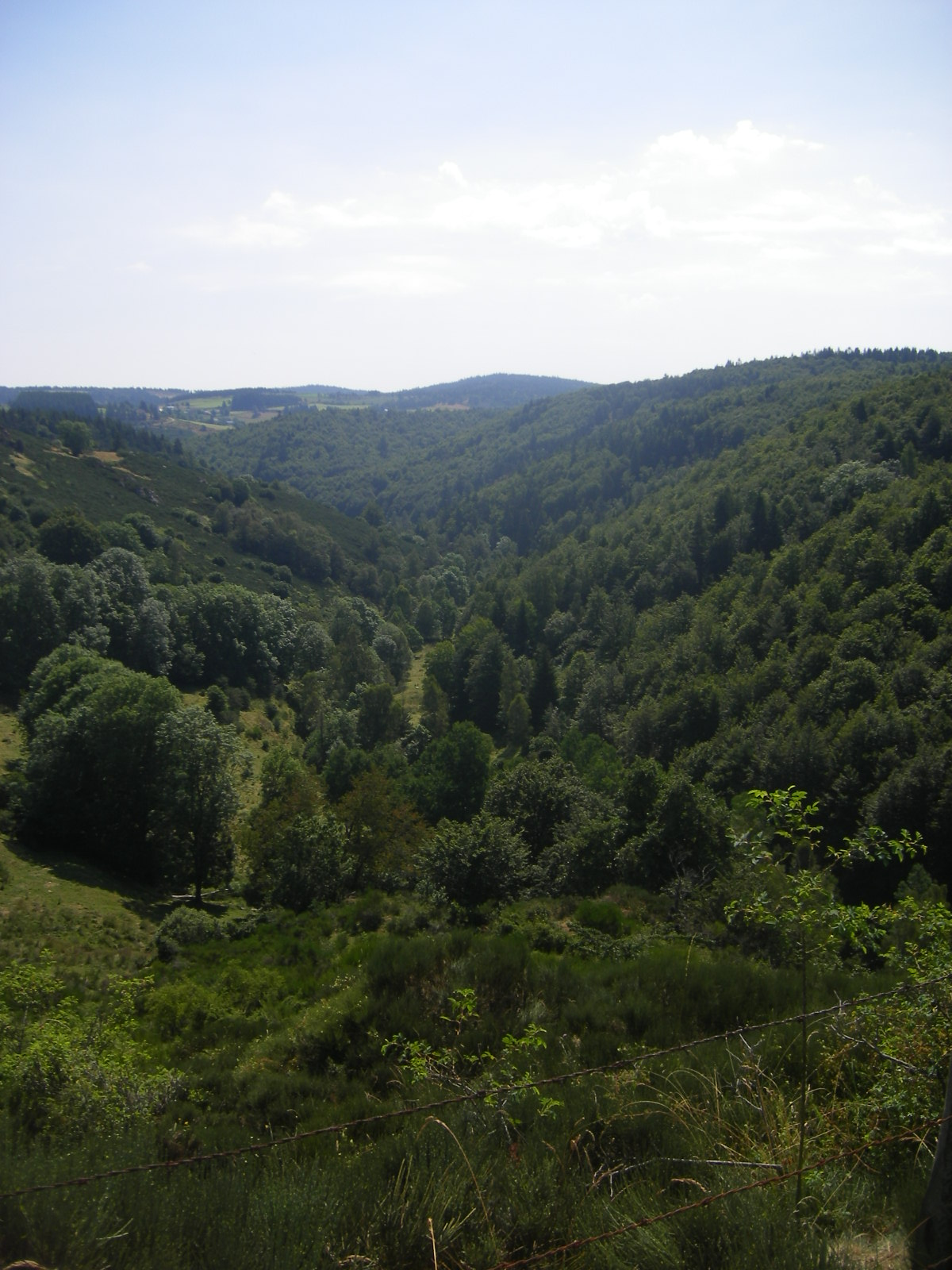
A Mercoire-patak völgye
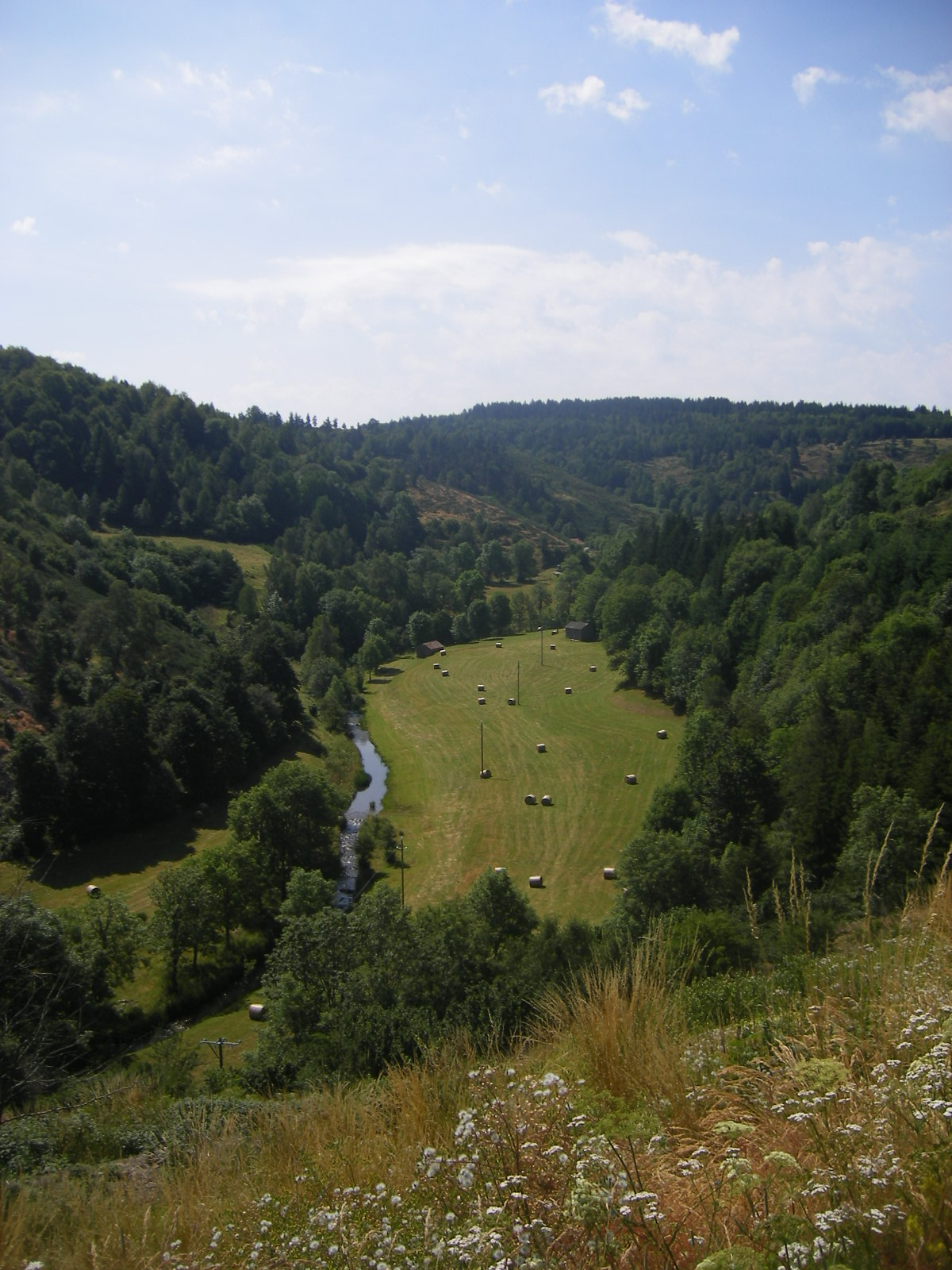
A Mercoire-patak völgye
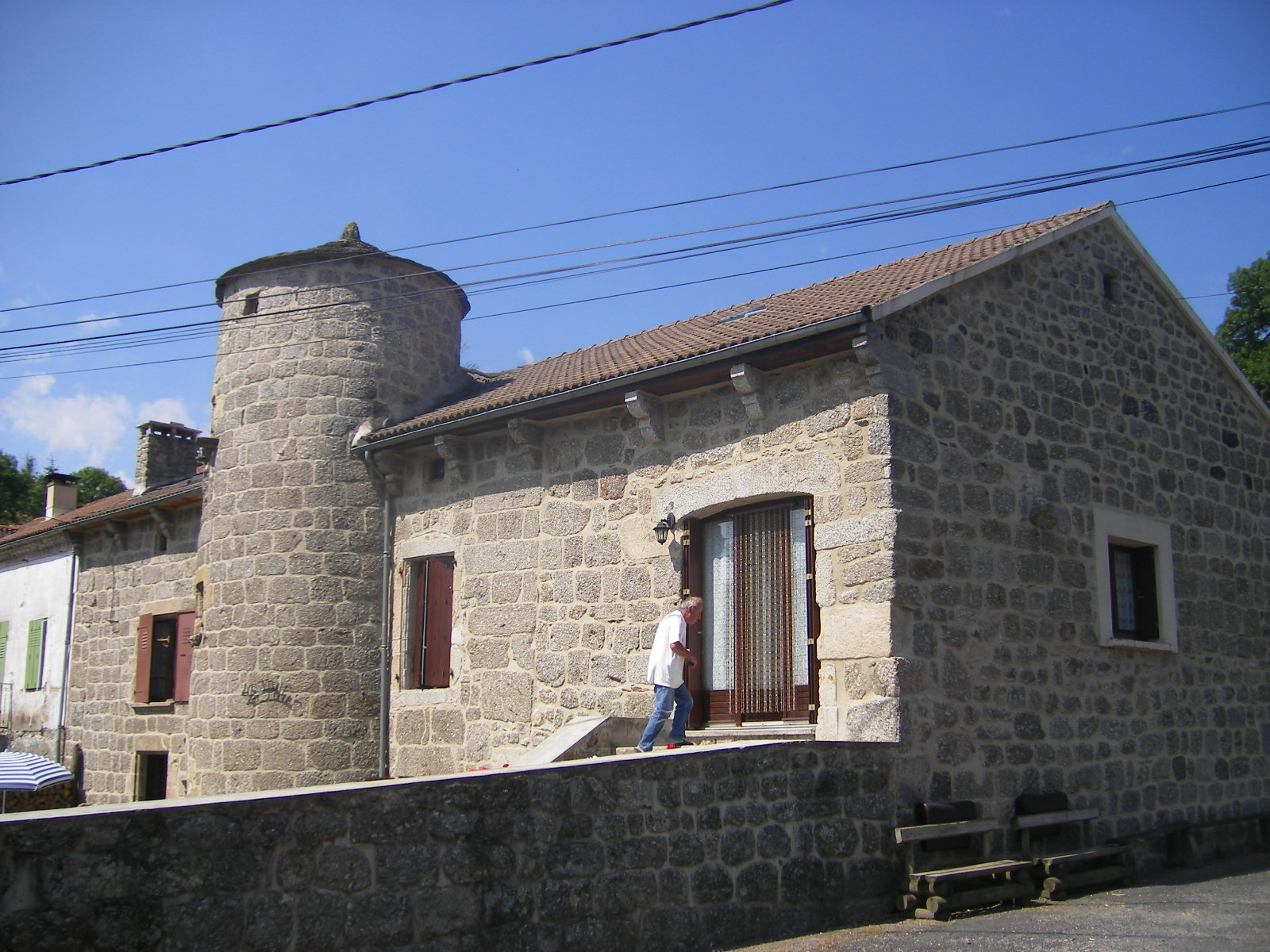
Stevenson egykori fogadója
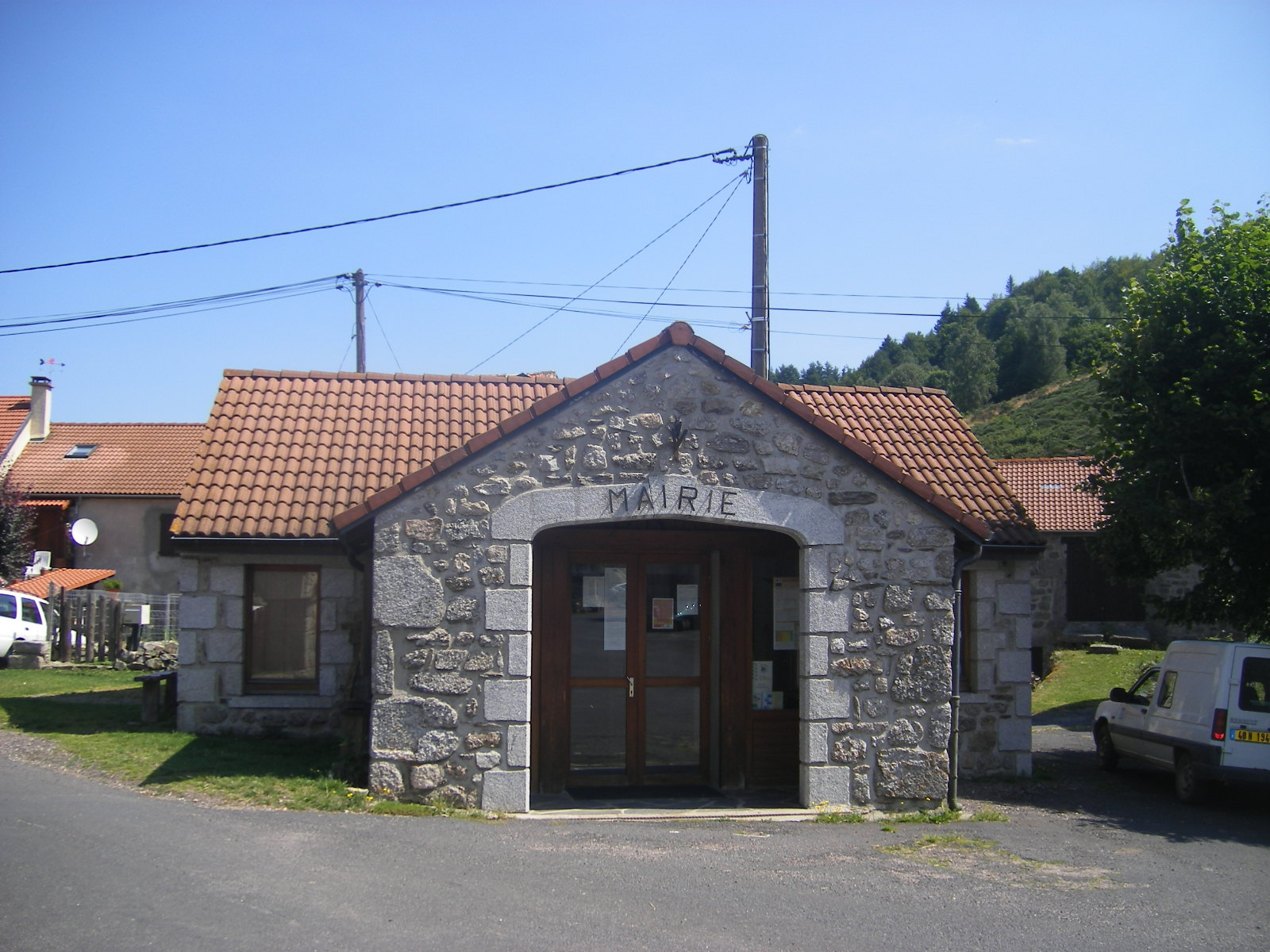
Községháza
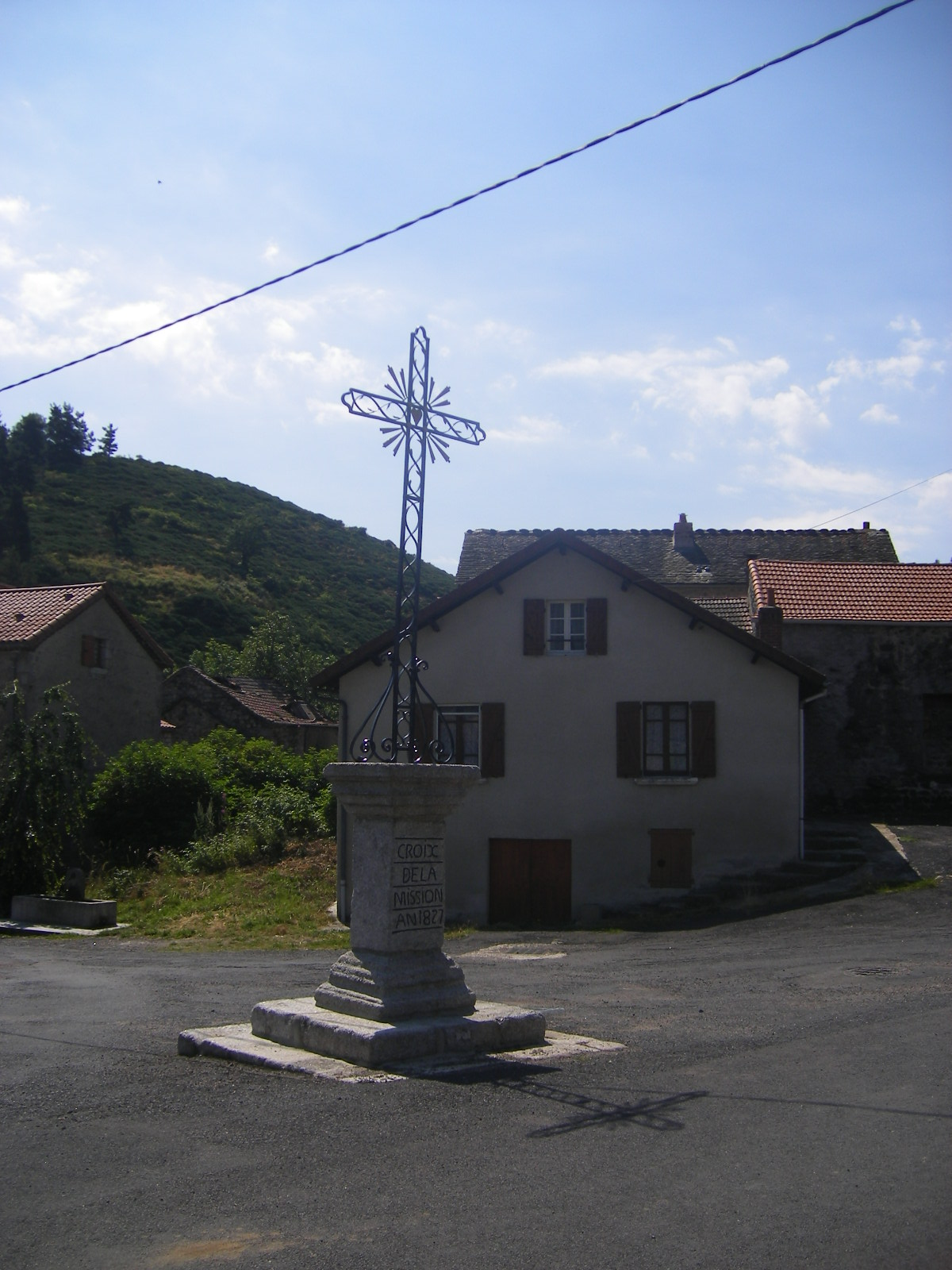
Az 1820-as években emelt kereszt a templom előtt
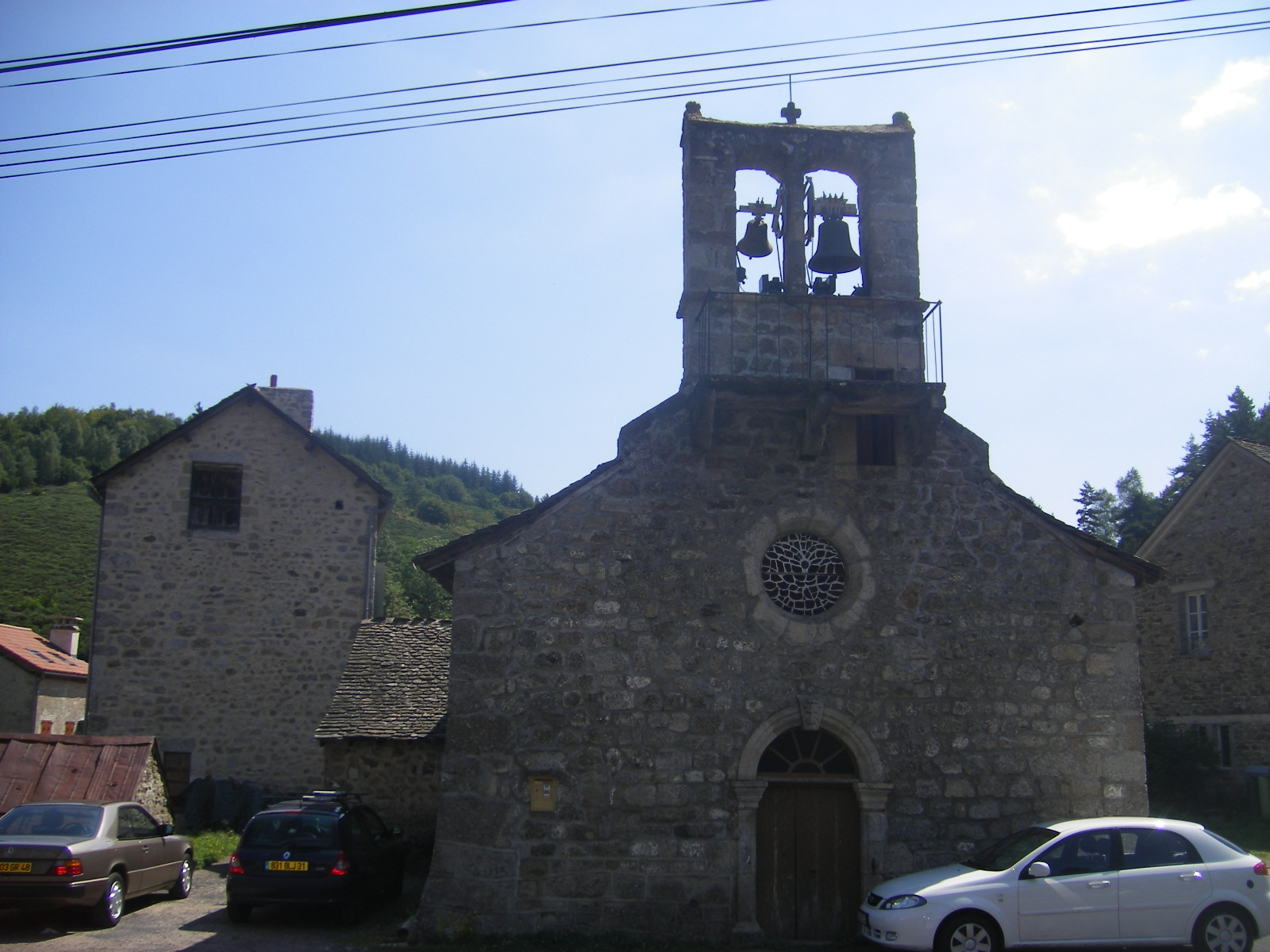
Cheylard-l’Évêque temploma
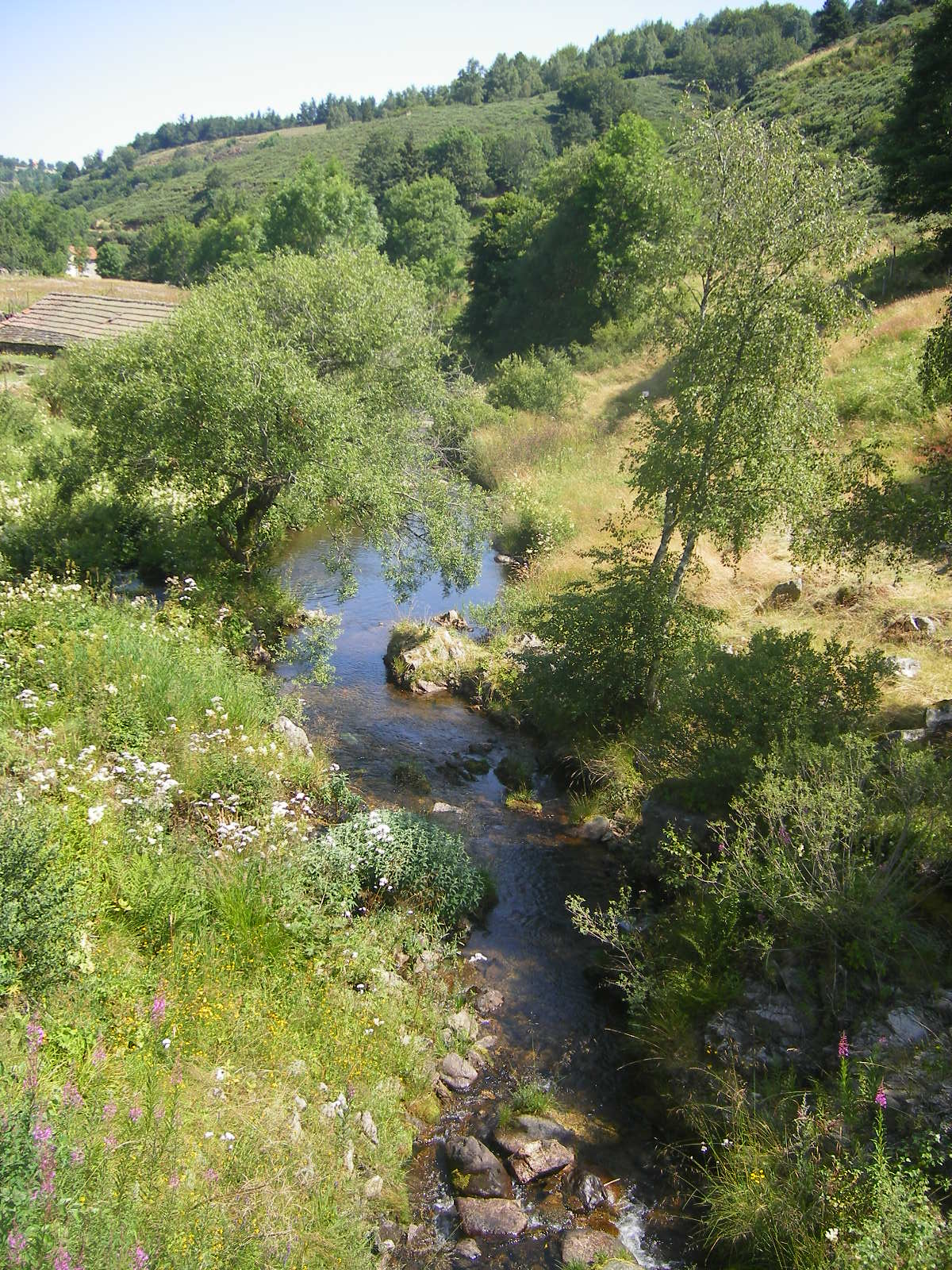
A Mercoire-patak
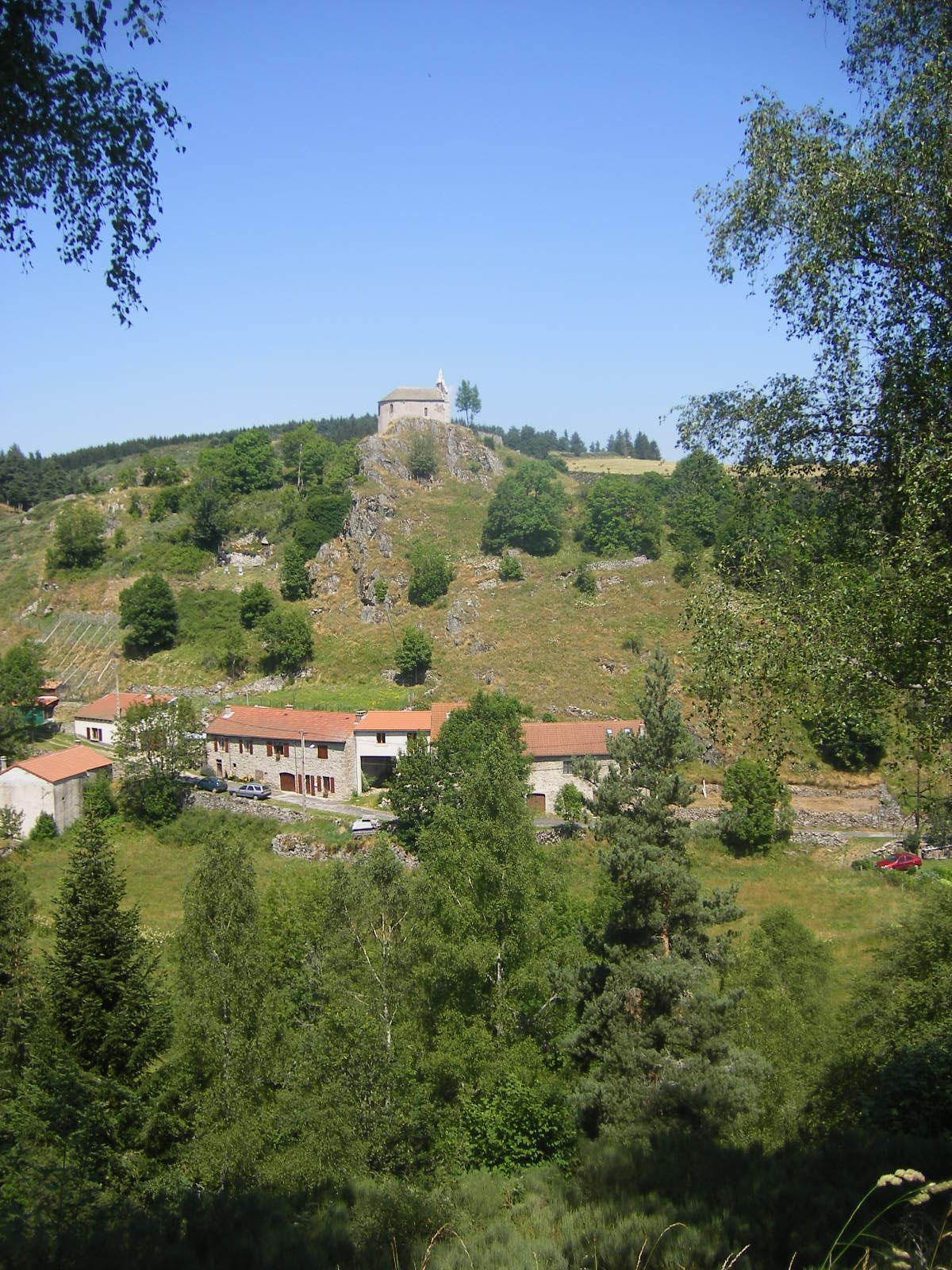
Cheylard-l’Évêque látképe a kápolnával
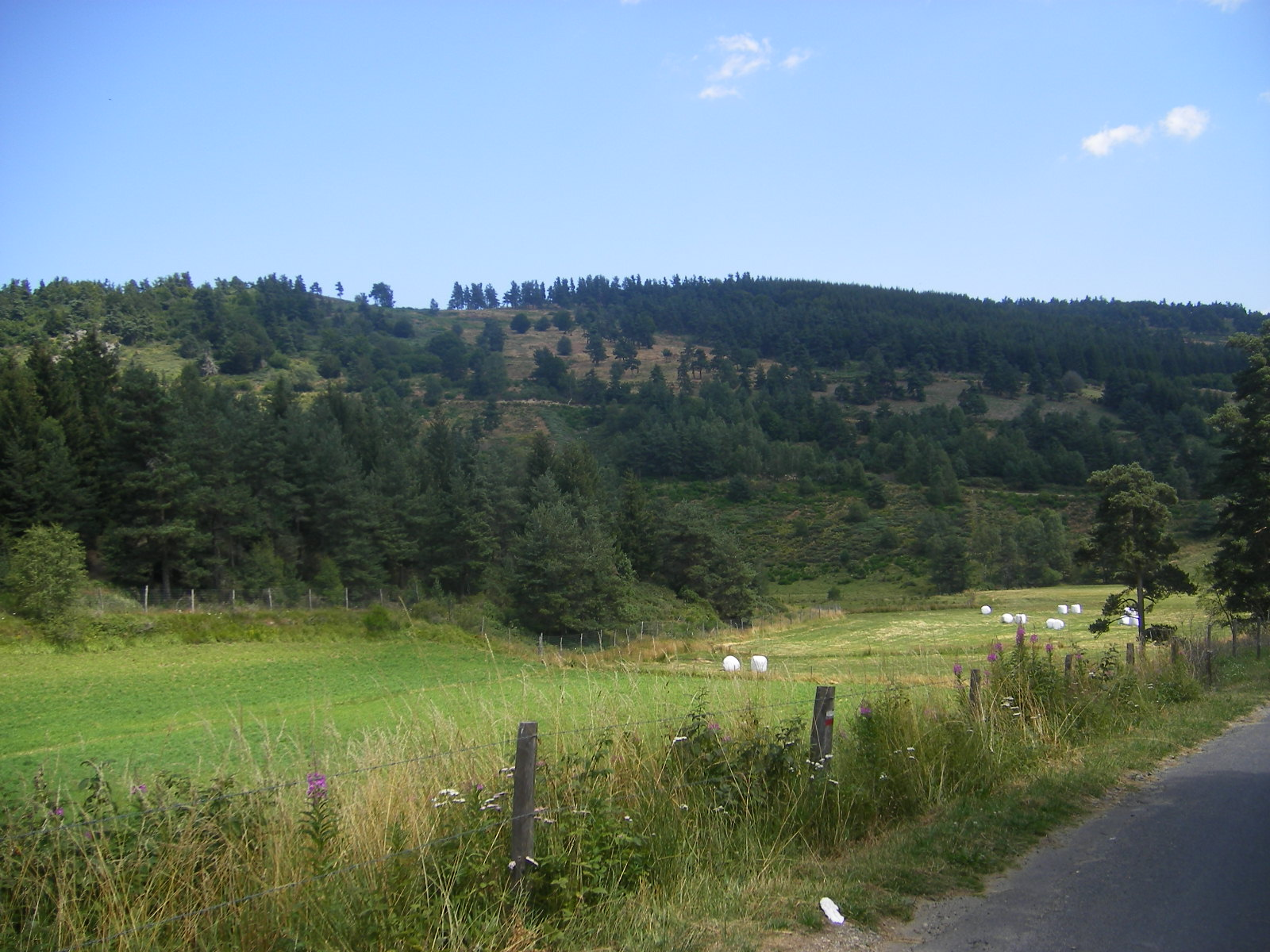
Táj Cheylard és Luc között

### A Mercoire-erdőség

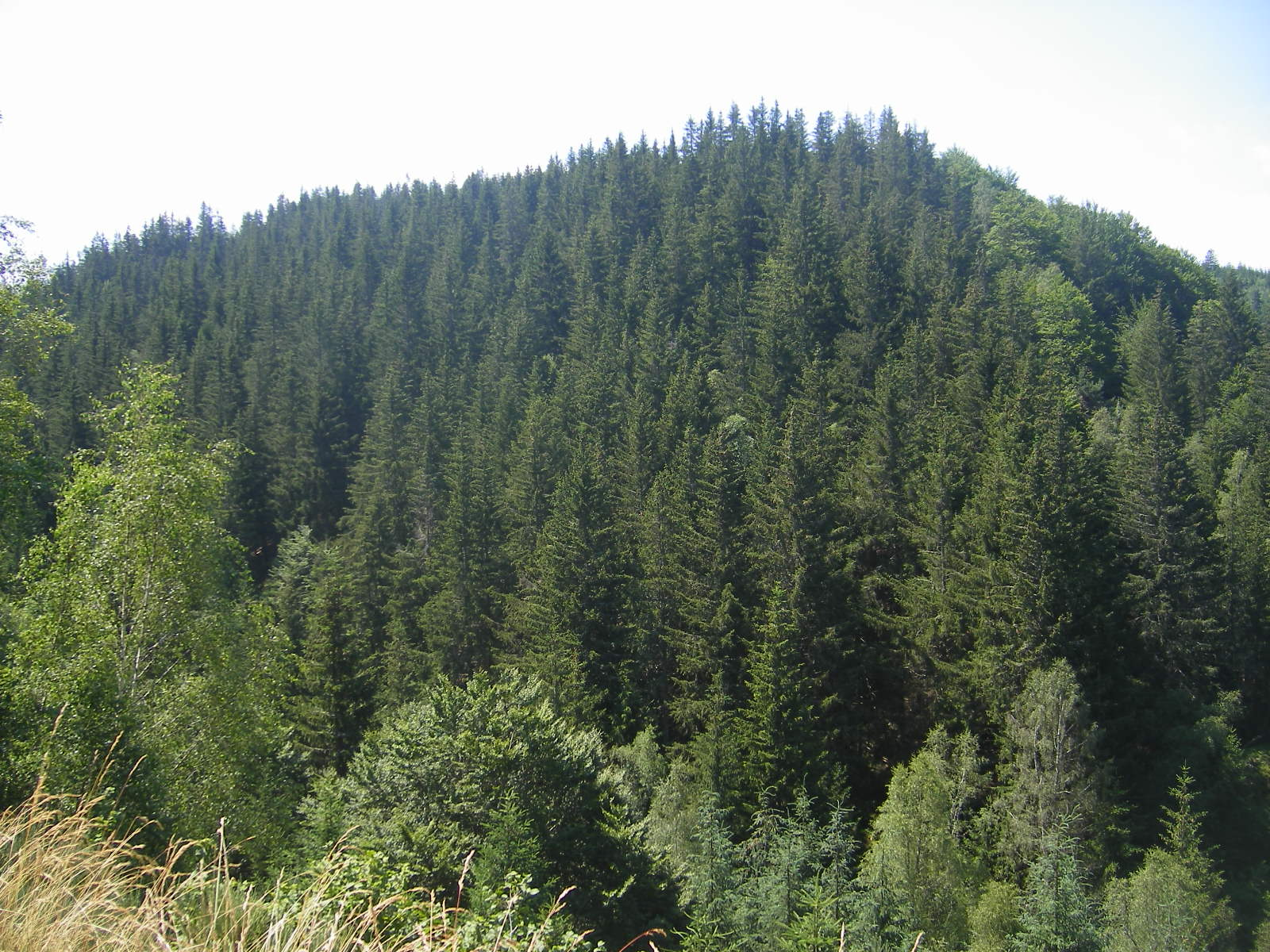
A Mercoire-erdő
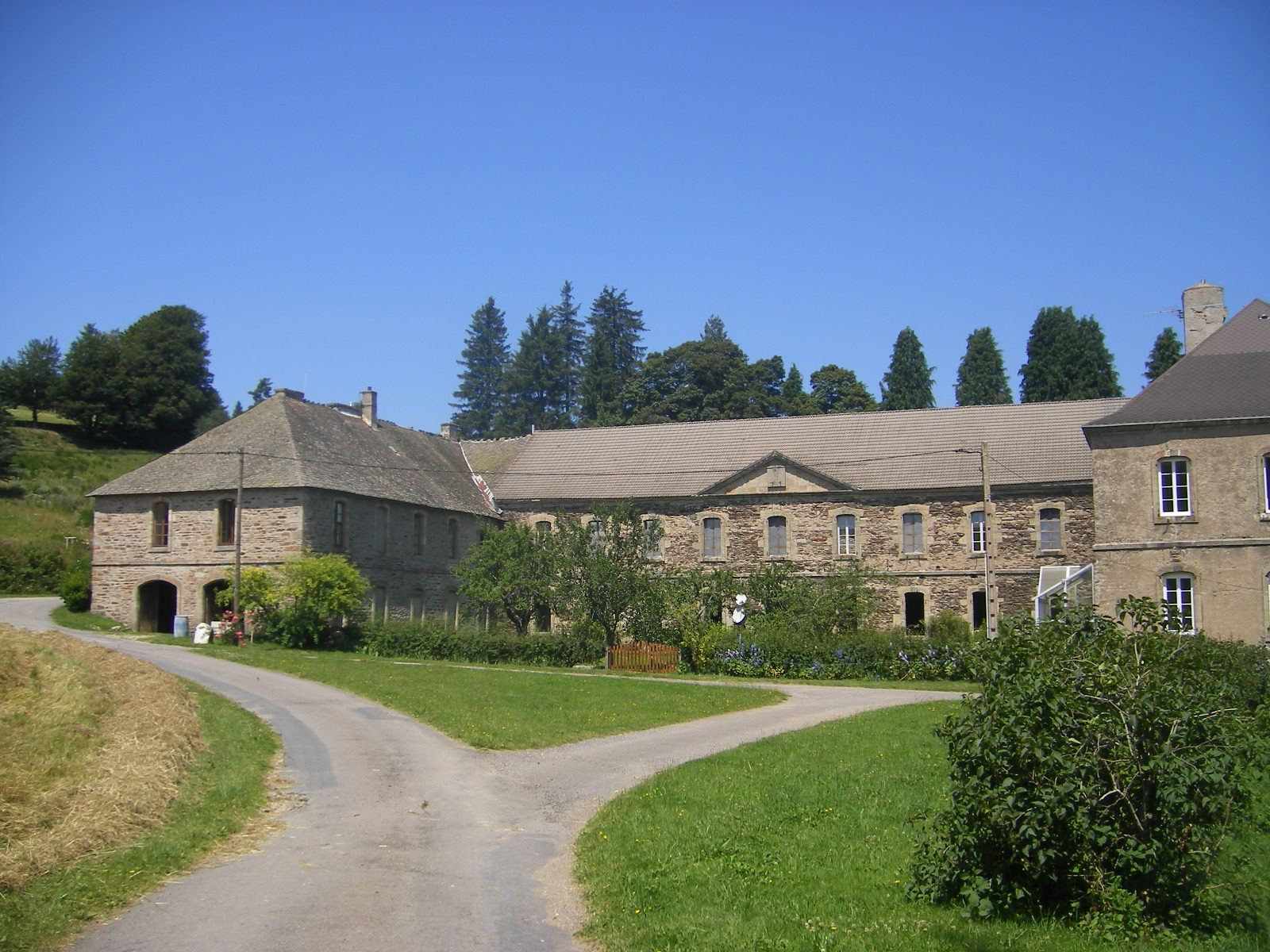
A Mercoire-apátság
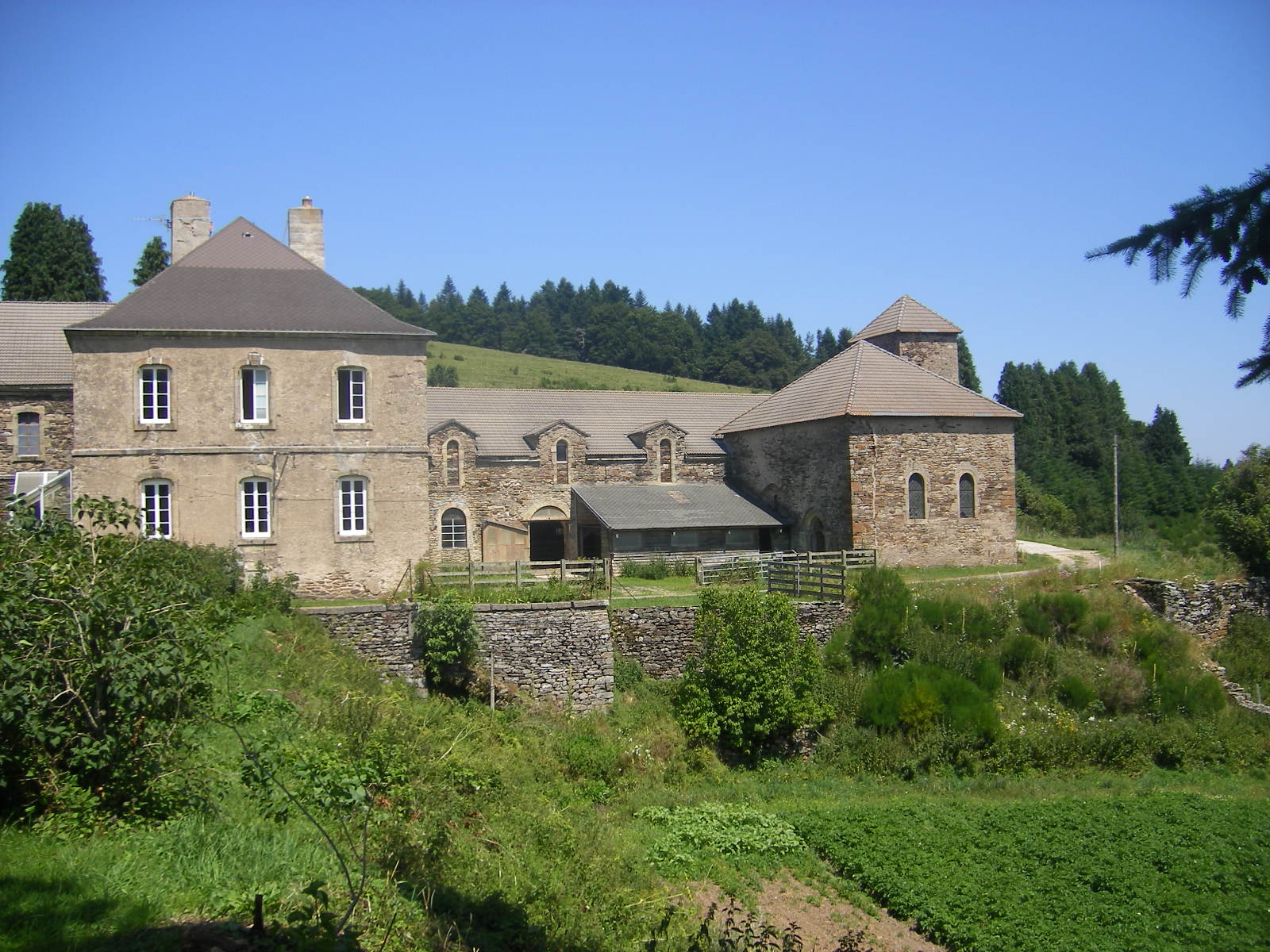
A Mercoire-apátság
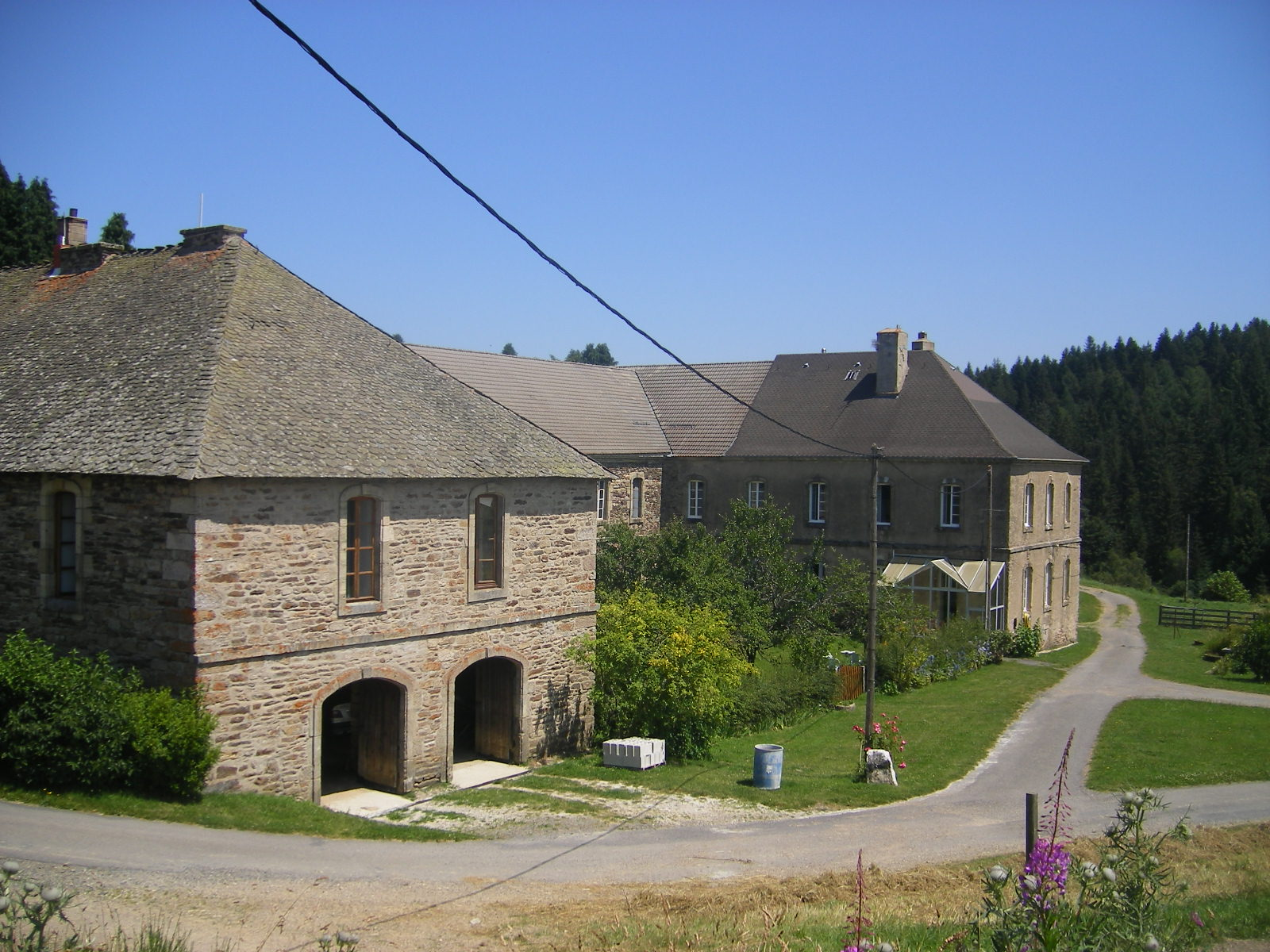
A Mercoire-apátság
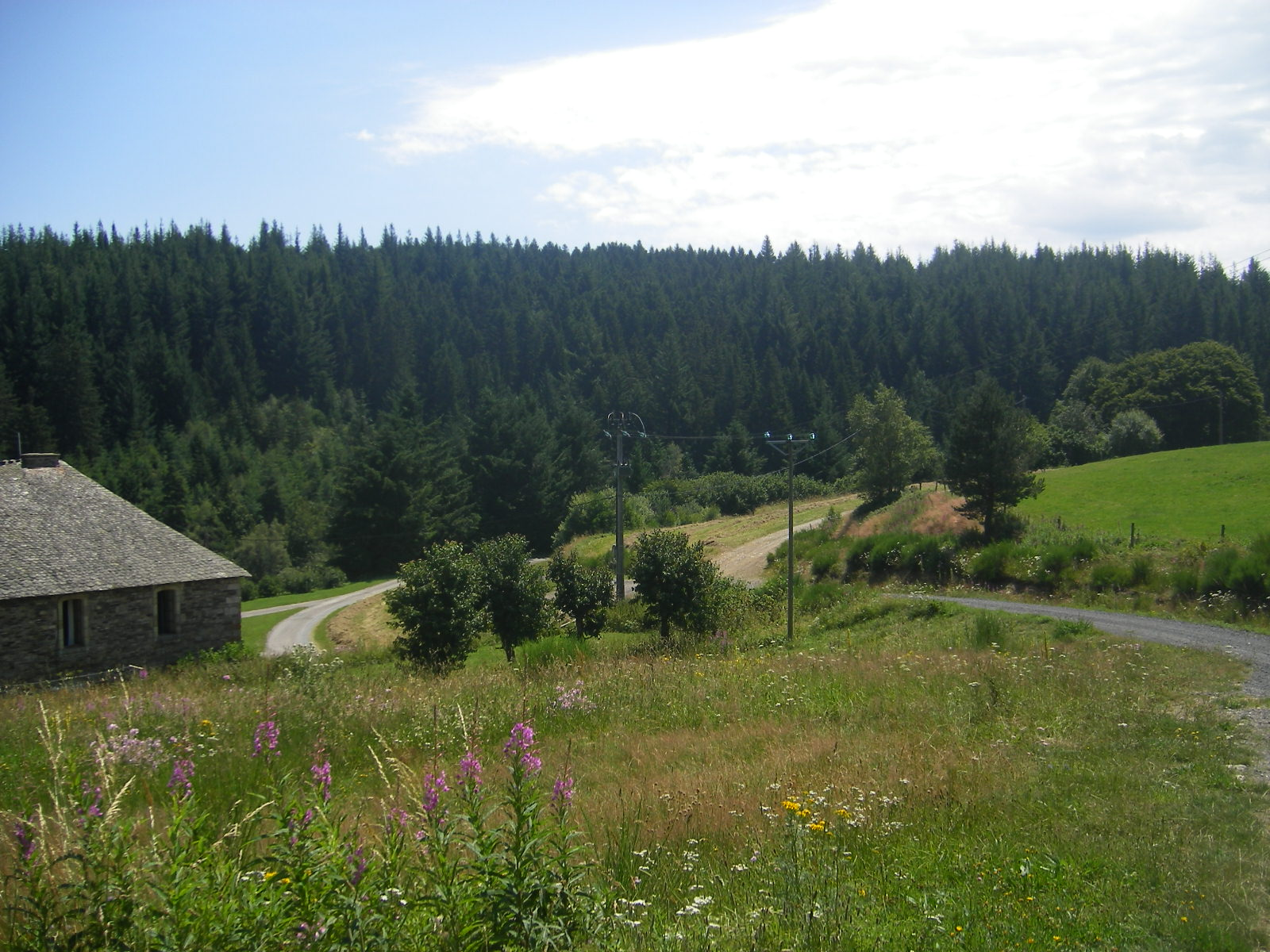
A Mercoire-apátság és az erdő
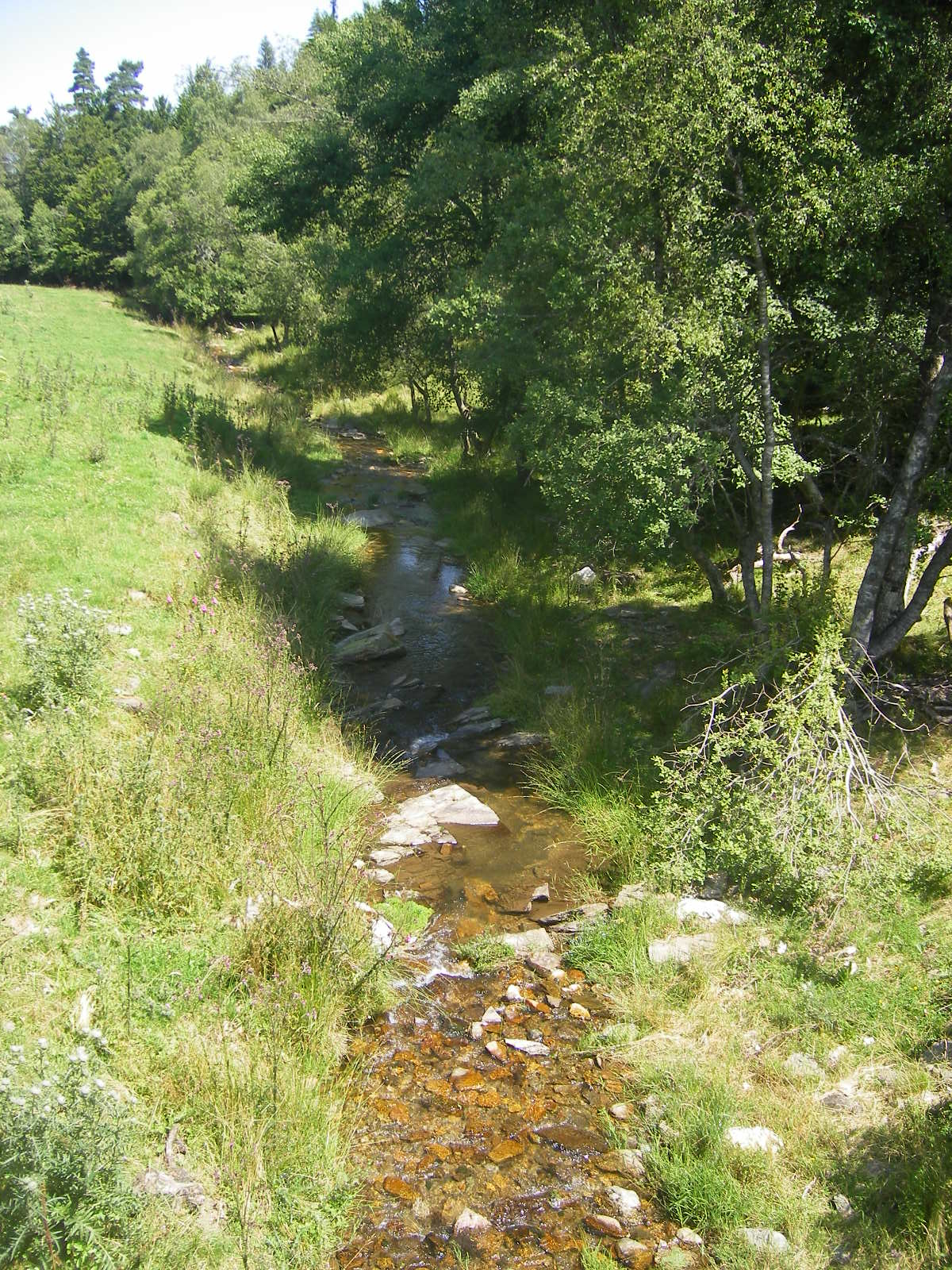
A Mercoire-patak az apátságnál
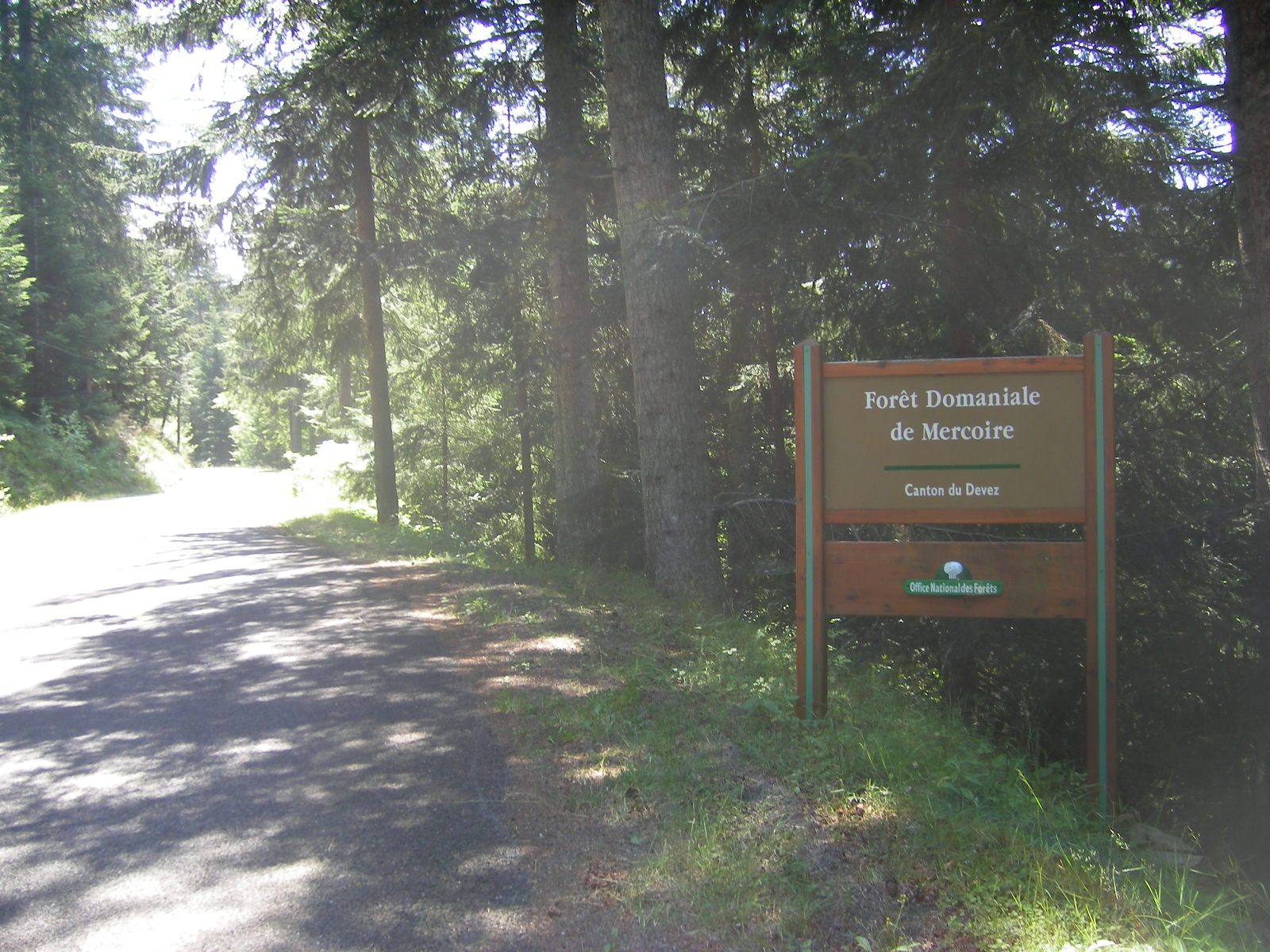
A Mercoire-erdő
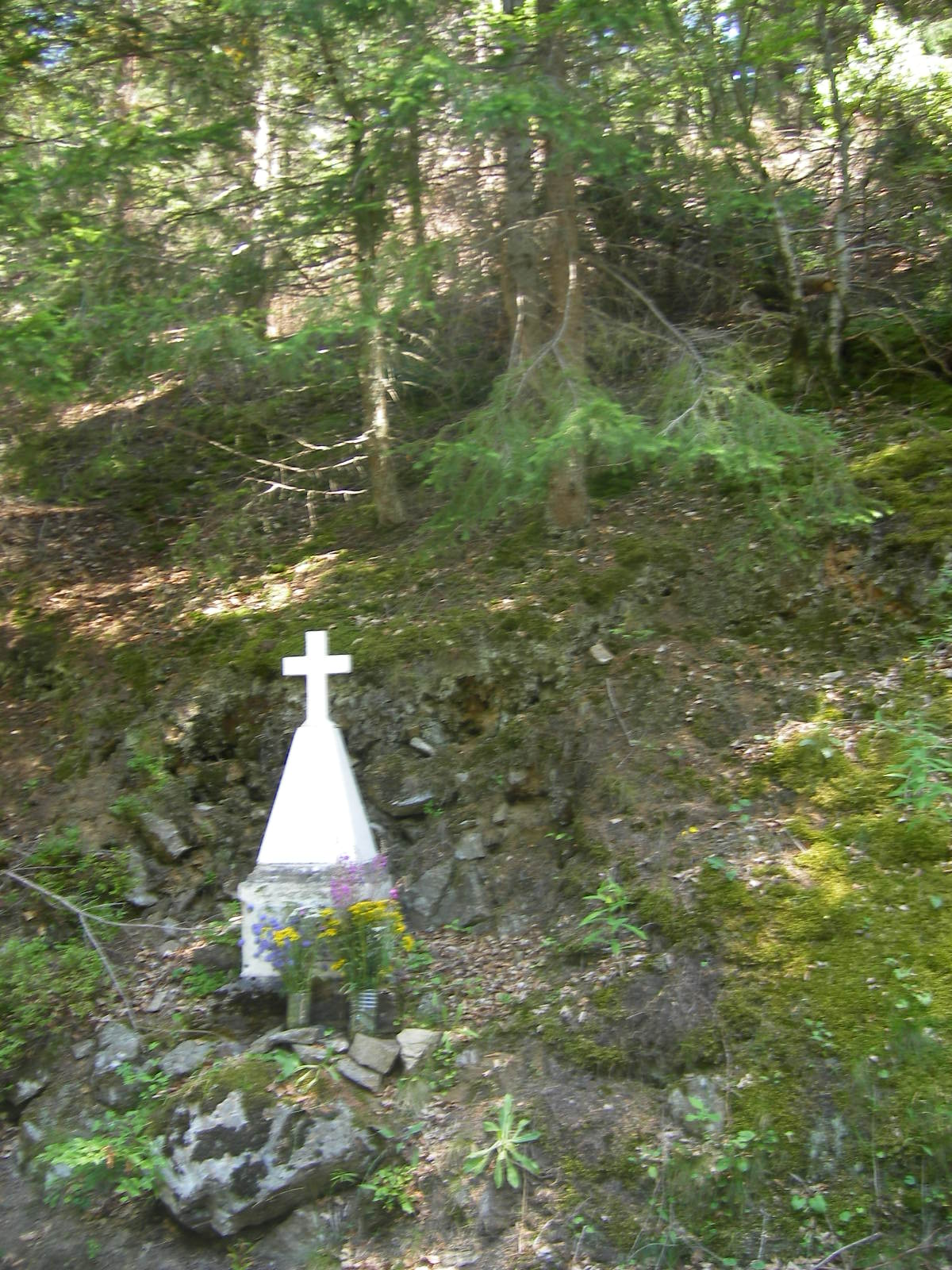
Elesett ellenálló emlékkeresztje a Mercoire-erdőben
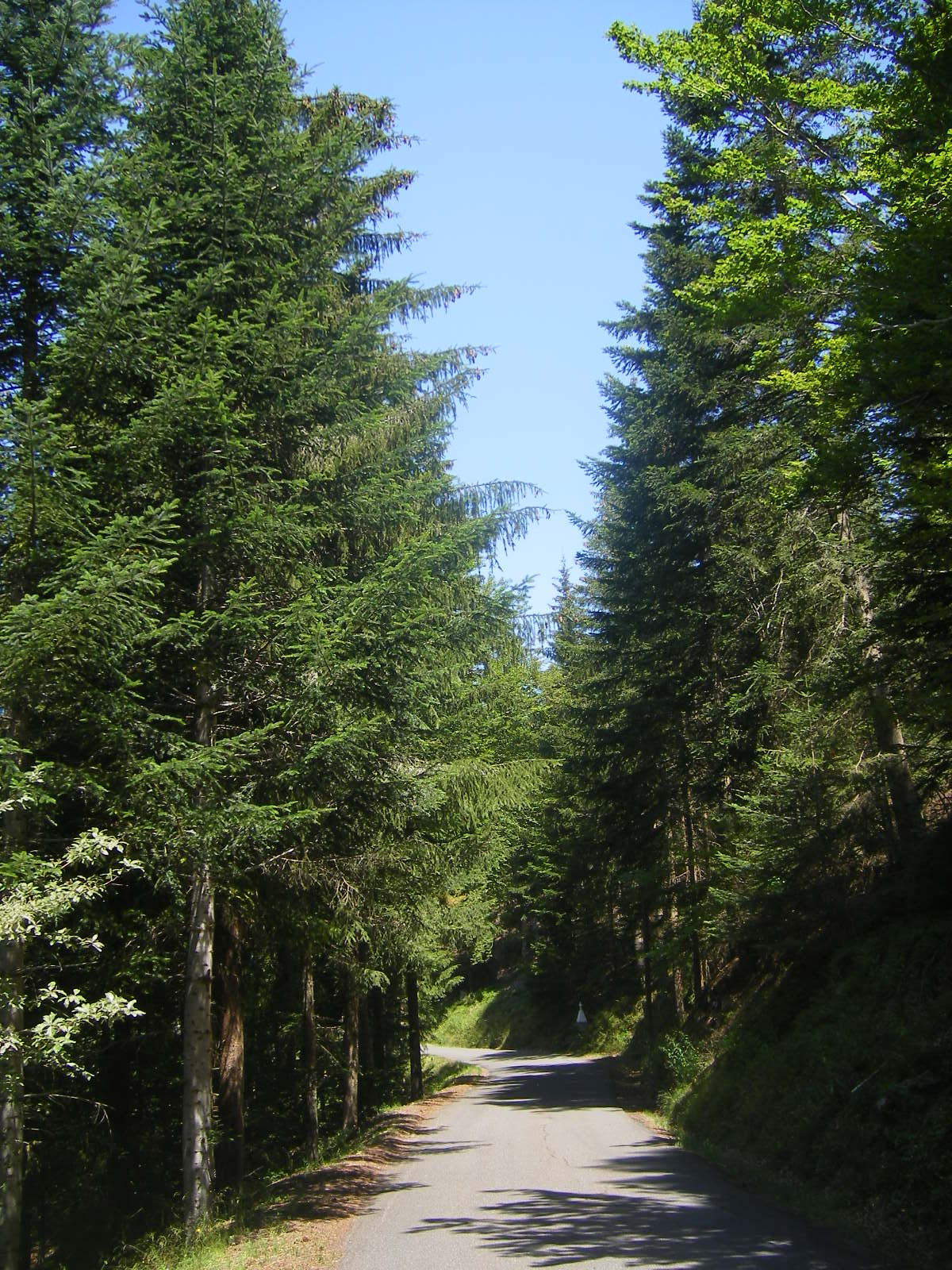
A Mercoire-erdő

## Kapcsolódó szócikk
- Lozère megye községei